# ابن عابدين الدمشقي
محمد أمين بن عمر بن عبد العزيز عابدين الدمشقي الحُسيني .(1198 هـ/1784 - 1252 هـ/1836) فقيه الديار الشامية، وإمام الحنفية في عصره. ولد في دمشق عاصمة سورية بزقاق المبلط في حي القنوات.

## نسبه
هو محمد أمين بن عمر بن عبد العزيز بن أحمد بن عبد الرحيم بن محمد صلاح الدين بن نجم الدين بن محمد صلاح الدين بن نجم الدين بن كمال بن تقي الدين المدرس بن مصطفى الشهابي بن حسين بن رحمة الله بن أحمد الفاني بن علي بن أحمد بن محمود بن أحمد بن عبد الله بن عز الدين بن عبد الله بن قاسم بن حسن بن إسماعيل بن حسين النتيف بن أحمد بن إسماعيل بن محمد بن إسماعيل الأعرج ابن الإمام جعفر الصادق ابن محمد الباقر ابن الإمام زين العابدين بن الحسين[ ؟ ] بن علي رضوان الله عليهم جميعا.
وعرف المترجم بابن عابدين، وهي شهرة تعود إلى جده محمد صلاح الدين الذي أطلق عليه اللقب لصلاحه.
ووالده الشيخ محمد أمين من ذرية الحافظ محمد عبد الحي الداودي صاحب التآليف المشهورة، وجدته لأبيه بنت الشيخ محمد أمين المحبي صاحب (خلاصة الأثر).
و قد سلك الطريقة النقشبندية على يد الشيخ خالدالنقشبندي بدمشق. وقد صلى ابن عابدين على جنازة النقشبندي اماما، وألف رسالة في المنافحة عن مولانا خالد النقشبندي سماها :(سل الحسام الهندي).

## أساتذته
تتلمذ ابن عابدين على يد الشيخ محمد شاكر العقاد، والشيخ محمد كردي والشيخ أحمد بن عبيد الله العطار فأخذ ممن حضر درسه أجازة، واصطحبه الشيخ العقاد مرة لزيارة الشيخ محمد عبد النبي الذي قدم من الهند زائراً فلما دخل عليه وجلس الشيخ العقاد، بقي ابن عابدين في العتبة واقفاً بين يدي شيخه حاملاً نعله بيده، كما هي عادته مع شيخه، فقال الشيخ عبد النبي للعقاد: مُرْ هذا الغلام فليجلس فإني لا أجلس حتى يجلس، ثم قال الشيخ: ستقبَّل يده ويُنتفع بفضله في سائر البلاد، وعليه نور أهل بيت النبوة.

## من تلامذته
- عبد الغني الميداني
- أمين بن عبد الستار بن إبراهيم الأتاسي الحمصي
- محمد بن شاكر بن محمد بن إسماعيل الدمشقي الحنفي الشهير بالسكري
- محمود بن نسيب أفندي مفتي دمشق
- مصطفى بن خليل الدمشقي الحنفي أمين فتوى الشام
- محمد أفندي جابي زاده قاضي المدينة المنورة
- محمد أفندي الحلواني مفتي بيروت

## مؤلفاته
من مؤلفاته الكثيرة:
- الحاشية: وتسمى (رد المحتار على الدر المختار) تعرف باسم حاشية ابن عابدين
- رفع الأنظار عما أورده الحلبي على الدر المختار
- العقود الدرية في تنقيح الفتاوى الحامدية: وهو (مغني المستفتي عن سؤال المفتي) وهي تنقيح لفتاوى حامد بن علي العمادي المتوفى سنة 1171هـ
- حاشية على المطول في البلاغة
- حواشي على تفسير البيضاوي.
- الرحيق المختوم في الفرائض
- حاشية منحة الخالق على البحر الرائق شرح كنز الدقائق لابن نجيم
- نسمات الأسحار على إفاضة الأنوار على كتاب المنار: في أصول الفقه.
- مقامات في مدح الشيخ شاكر العقاد: نزهة النواظر على الأشباه والنظائر.

## وفاته
توفي 21 ربيع الثاني سنة 1252 هـ، وصلي عليه في جامع سنان باشا ودفن في مقبرة الباب الصغير.